# Macintosh Performa számítógépek
A Macintosh Performa személyi számítógépek családja, amelyet az Apple Computer, Inc. tervezett, gyártott és értékesített 1992 és 1997 között. A Performa márka újra használta az Apple Quadra, Centris, LC, Classic és Power Macintosh családjainak modelljeit, amelyek típusszámai a mellékelt szoftvercsomagokat vagy merevlemez-méreteket jelöli. Míg a nem Performa Macintosh számítógépeket az Apple hivatalos viszonteladói értékesítették, a Performát nagy üzletek és nagykereskedelmi kiskereskedők, például a Good Guys, a Circuit City és a Sears kínálták.
A kezdeti modellsorozat a Macintosh Classic II-alapú Performa 200-ból, az LC II-alapú Performa 400-ból és a IIvi-alapú Performa 600-ból állt. Összesen hetvenkettő különböző modell viselte a Performa nevet. Miután Steve Jobs 1997-ben visszatért az Apple-höz, radikálisan csökkentette a gyártott termékek számát, így megszüntette a Performa gépek forgalmazását is. A Performa márka léte egybeesett az Apple jelentős pénzügyi zavara időszakával, ami részben a Performa gépek alacsony számú eladása és alacsony eladási ára miatt következett be.

## Történet

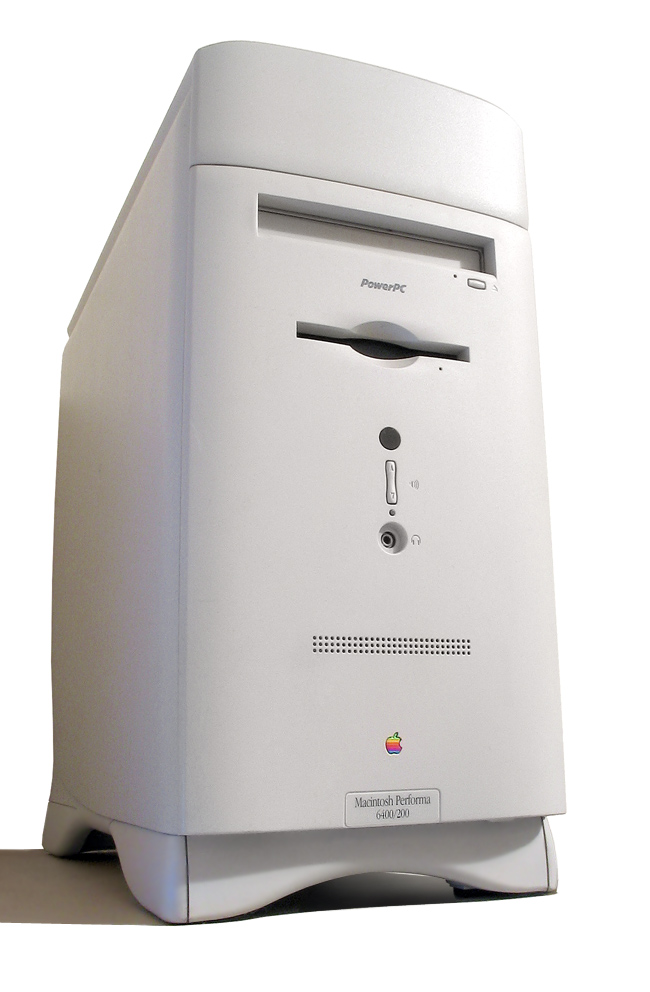
Macintosh Performa 6400

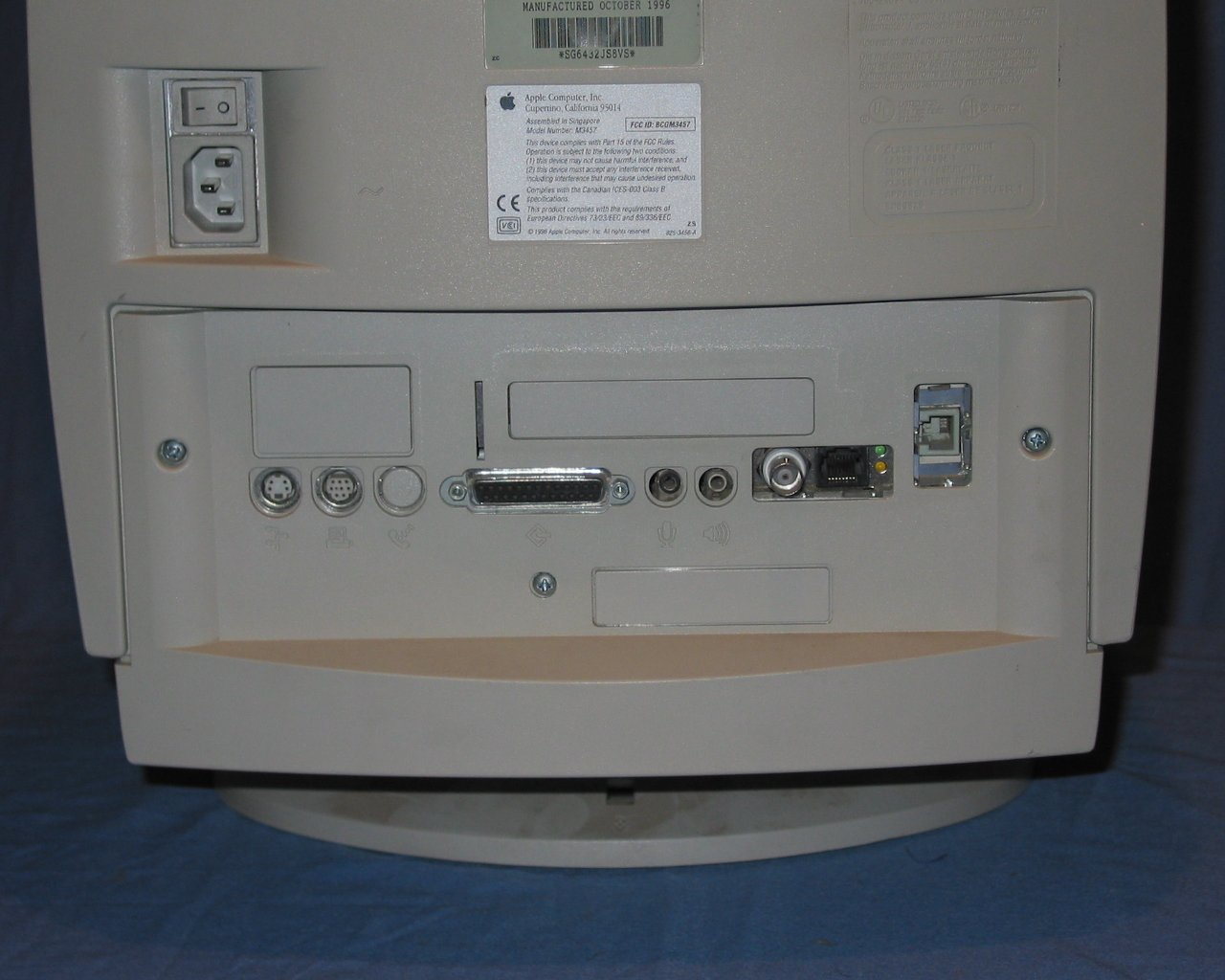
Macintosh Performa 5260 hátoldala

Az 1980-as években az Apple erős oktatási piaci részesedéssel bírt. A cégnél úgy gondolták hogy ha a gyerek otthon és az iskolában is Apple számítógépet használ, akkor majd később a munkahelyükön is igényli azt. Ezért kampányt indítottak az otthoni Mac mellett. Az 1990-es évek elején az Apple hivatalos viszonteladói láncon és csomagküldő katalógusokon keresztül értékesítette a számítógépeket, ilyen katalógus volt a havonta megjelenő MacWorld Magazine utolsó harmada. A tipikus viszonteladó cég nagy tudású alkalmazásokat, teljesítmény- és bővítési lehetőségeket kereső vásárló szakembereket szolgált ki. Az átlag fogyasztó azonban a legjobb ár-érték arány alapján vásárolt számítógépet, és nem érdekelte sem a bővítés, sem a teljesítmény. Ahhoz, hogy ezeket az ügyfeleket elérje, az Apple áruházláncokon (például Sears) keresztül akarta eladni számítógépeit, de ez ütközött a meglévő hivatalos viszonteladói megállapodással, amely szerint egy földrajzi területen csak egy viszonteladó van.
Az ilyen konfliktusok elkerülése érdekében az Apple felosztotta a Macintosh-vonalat professzionális és fogyasztói modellekre. A professzionális termékcsalád a Classic, az LC, a Centris, a Quadra és a Power Macintosh sorozatot foglalta magába. A fogyasztói vonal a Performa nevet kapta, és a professzionális vonalhoz hasonló számítógépeket tartalmazott. A korai Performa modelleket nem a Macintosh márkával adták el, hogy megkerüljék a hivatalos viszonteladói szerződéseket.
A Performa termékcsalád a professzionálistól eltérő módon került forgalomba. A fogyasztók kielégítése érdekében a számítógépeket otthoni és kisvállalati alkalmazásokkal együtt értékesítették. A legtöbb modellhez tartozott billentyűzet, egér, külső modem és CRT-monitor. Ezzel szemben a professzionális modelleket a kereskedő által választott billentyűzet- és egércsomaggal, vagy anélkül árulták. A csúcskategóriás Macintosh modellel értékesített monitor jellemzően Trinitron CRT-monitor volt. Míg a Performa modellek rendszerszoftver és hardver szinten hasonlítottak professzionális megfelelőjükre, bizonyos funkciókat módosítottak vagy eltávolítottak. A Performa 600-ból például hiányzott a Macintosh IIvx L2 gyorsítótára.
A professzionális Macintosh-vonalakkal ellentétben minden egyes Performa egyedi modellszámot kapott, sok esetben a teljesen azonos gép mellé adott eltérő szoftvercsomag miatt. Ez a kiskereskedőt támogatta, aki így egyértelmű árversenyben vehett részt, ugyanakkor a vásárlót is biztosította, hogy a hirdetett modellek azonosak. Annak érdekében, hogy a fogyasztók könnyebben válasszanak a rendelkezésükre álló lehetőségek közül, az Apple több fizetett hirdetést is készített, köztük az 1994 decemberében adásba került The Martinettis Bring Home a Computer (Videó. YouTube) című, harminc perces reklámot egy kitalált családról, amely egy Performa számítógépet vásárol.
A Performa gépeket az áruházakban és az elektronikai kiskereskedelmi üzletekben árusító kereskedők nem kapták meg azt a speciális képzést, mint az Apple kereskedői. Így előfordult, hogy a Performához nem megfelelő kijelzőt kínáltak; a bemutató számítógépek összeomlottak, az önállóan futó demószoftver nem futott, vagy a kijelzős modelleket be sem kapcsolták. Az Apple úgy próbálta megoldani ezt a problémát, hogy saját értékesítőit irányította az üzletekbe, hogy segítsék az eladásokat. Sok visszaadott Performa számítógépet nem sikerült megfelelően szervizelni, mert az üzletek nem voltak hivatalos Apple szervizközpontok. A problémát tetézte, hogy a kereskedők a Microsoft Windows rendszert részesítették előnyben, különösen a Windows 95 bevezetése után. A Windowst futtató számítógépek általában olcsóbbak voltak, és a gyártói ajánlatok, reklámok és egyéb promóciós programok ösztönözték eladásukat.
Az Apple 1995-ben túlbecsülte a Performa gépek iránti keresletet, miközben alábecsülte a csúcskategóriás Power Macintosh modellek iránti keresletet, ami jelentős túlkínálati problémákhoz vezetett. Az új Performa modellek bevezetése ennek következtében lelassult: míg az Apple húsz különböző Performa modellt mutatott be világszerte 1995 májusa és decembere között, ez a szám négyre csökkent 1996 első hét hónapjában.
Az 1996 végi ünnepi időszakban a Performa márkájú gépek értékesítése tizenöt százalékkal csökkent az előző év azonos időszakához képest, ami azt tükrözi, hogy a negyedik negyedéves bevételek a vállalat egészére egyharmaddal estek vissza 1995-höz képest.
1997 februárjában, néhány nappal azután, hogy Steve Jobs visszatért a céghez, az Apple felfrissítette teljes asztali számítógép kínálatát. Megszüntetett egy tucat Power Macintosh 6200 és 6400 alapú Performa modellt, és hat számítógépre csökkentette a Power Macintosh kínálatát. A Performa márka hivatalos megszűnését március 15-én jelentették be, a vállalatnál végrehajtott átfogó változások részeként, amelyek a cég munkaerő egyharmadának elbocsátását és számos szoftvertermék törlését is magukban foglalták.

### Performa gépekhez adott szoftverek
A Macintosh System szoftver Performa verziói bevezettek néhány olyan funkciót, amelyek nem voltak elérhetők a nem Performa Macintosh gépeken. Ezek közül a legfigyelemreméltóbb az At Ease (szülői felügyelet), a Launcher (a macOS Dockhoz hasonló alkalmazásindító) és a számos egyedi konfigurációs lehetőséget tartalmazó Performa Control Panel volt. Mindhárom funkcionalitás végül magába az operációs rendszerbe is bekerült. A System 7 kiegészítő szoftverrel rendelkező verzióinak a végéhez egy „P” volt hozzáfűzve, mint például a 7.1.2P.
A szoftvercsomagok általában tartalmazták a ClarisWorks-t, a Quicken-t, naptár-/kapcsolatkezelőt, például a Touchbase-t és a Datebook Pro-t, az America Online-t, az oktatási szoftvereket, mint az American Heritage Dictionary, a The New Grolier Multimedia Encyclopedia, a TIME Almanach (CD-ROM-meghajtóval felszerelt modelleken), a Mavis Beacon Teaches Typing vagy a Mario Teaches Typing gépírás tanító alkalmazást, valamint válogatott játékokat, mint a Spectre Challenger, a Diamonds és a Monopoly. Egy másik szoftvercsomag, amely csak a Performához járt, a Cypress Research Megaphone volt. A MegaPhone egy képernyő alapú telefonalkalmazás (SBT), amely hatékony módot biztosít telefonhívásainak kezelésére.

## Performák Motorola processzorral

### Az első Performák
1992. szeptember 14-én az Apple bemutatta az első Performa modelleket. A triót a 200-as (egy újracímkézett Classic II), a 400-as (más néven LC II) és a 600-as (a rosszul fogadott Macintosh IIvx L2-es gyorsítótár nélkül) alkotta.
Az 1250 dolláros Performa 200 már születésekor elavult volt, a fekete-fehér kilenc hüvelykes kijelző egyértelmű visszalépés. Az 1984-ben bemutatott eredeti Macintosh dizájnja aranyos és kompakt volt, de a képernyő felbontása – 512 x 342 képpont – már nem volt elégséges. A Classic II-vel véget ért a kilenc inches fekete-fehér Mac sorozat, és a Classic II majdnem egy teljes éve a piacon volt. A Performa 200 ereje az ára volt. Ez volt messze a legolcsóbb Performa, és a 16 MHz-es 68030-as CPU még a System 7 operációs rendszerhez is megfelelő teljesítményt nyújtott. A lenti idősávon      színnel jelöltük a 68030-as processzorú Performákat.
A Performa 400 (és a 405, a 410 és a 430) már a hat hónapja piacon lévő LC II módosított verziója volt, erősebb, de nem gyorsabb CPU-val és több memóriával. A Performa 400 tartalmazott egy beépített modemet – az LC II nem – és az olcsó, közepes minőségű 14 hüvelykes Performa Displayt.
A csúcs a közel 3000 dollárba kerülő Performa 600 volt, amely 32 MHz-es 68030-as CPU-val rendelkezik – kétszer olyan erős volt, mint a többi Performa. Ez volt az első Mac, amelyet beépített CD-ROM-mal szállítottak, a CD-t tálcán fogadta be és adta ki a gép.
A 600-as alaplap annyiban különbözött az IIvx-től, hogy nem tudott L2-es cache kártyát fogadni, így teljesítménye elmaradt a 25 MHz-es Macintosh IIci-től, de ugyanazokat a processzorfrissítő kártyákat fogadta be a PDS porton. A 600-as három NuBus bővítőhellyel rendelkezik, és akár 68 MB RAM kezelésére is képes volt.

### A következő három generáció

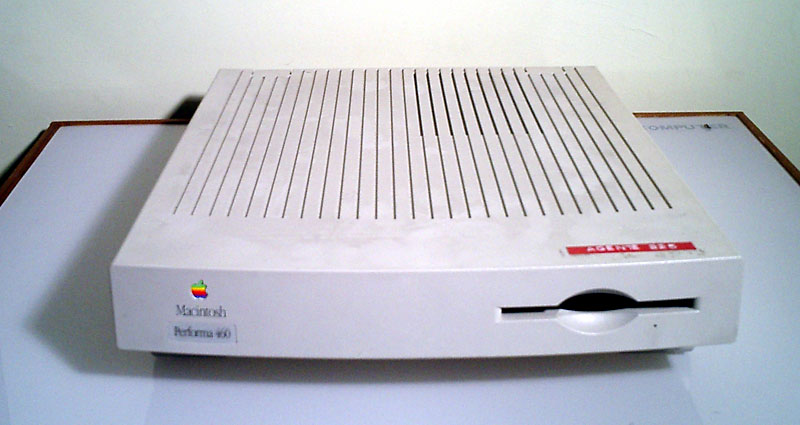
Macintosh Performa 460

1993 februárjában az Apple frissítette a Performa sorozatot. A 250-es a Color Classic, a 450-es pedig a LC III Performa verziója volt. A 250-es teljesítménye megegyezett a 200-assal, de színes kijelzőt és beépített mikrofont kapott. A Performa 450 nagy lépést tett a 400-hoz képest: a CPU 16 MHz-ről 25 MHz-re, a memóriabusz 16-ról 32 bitre, a 10 MB-os memóriaplafon pedig 36 MB-ra nőtt.
Négy hónappal később az Apple bemutatta a Performa 520-at, amely lényegében egy Performa 450 kiegészítve 13 inches Trinitron kijelzővel és CD-ROM meghajtóval. Októberben a 450-et a 460-as váltotta fel, amely 33 MHz-ig növelte a CPU-sebességet, a Performa 275 (újracímkézett Color Classic II) pedig ugyanerre a teljesítményszintre hozta a minden-az-egyben színes Performát. 1994. februárjában az 520-t a valamivel gyorsabb – 25 MHz helyett 33 MHz – 550 váltotta fel.
Ezzel egy időben mutatták be az első 68040 alapú Performát, a 475-öt. A lenti idősávon      színnel jelöltük a 68040-es processzorú Performákat. Lényegében egy Quadra 605 volt, amely a kevésbé költséges 68LC040-es CPU-t használta, és otthoni számítógépnek is elég erős volt.

### Utolsó Motorola Performák
1994 júliusában az Apple bemutatta a 33 MHz-es Performa 630-at, az volt addig a legjobban bővíthető Performa. Ez volt az első asztali Macintosh, amely alacsonyabb költségű IDE merevlemezeket használt, amelyek már széles körben elterjedtek PC-ken. Az Apple 1986 óta használt drágább SCSI-meghajtókat. A 630 kínált egy LC PDS-t, egy kommunikációs bővítőhelyet és egy A/V bővítőhelyet, amely képes videó I/O kártyát vagy TV tunert fogadni. Volt benne hely egy belső CD-ROM meghajtónak is. A 630-nak valamivel nagyobb volt az ereje, mint a 475-nek, de igazán a CD-ROM-támogatás és az extra bővíthetőség tette kedvencévé. A Windows világa felé nyitva az Apple megalkotta a Performa 640 DOS Compatible-t, amely a Performa 630 egy „PC-a-kártyán“ kiegészítővel.
A 630 társa a többfunkciós fronton a Performa 575 volt (1994. februárban mutatták be), amely azonos szintű teljesítményt és rugalmasságot mutatott, de beépített Sony Trinitron monitorral. Ez volt az utolsó Performa SCSI-meghajtóval. A Trinitron kijelző megdrágította az 575-öt, az Apple pedig 1995 áprilisában bemutatta a Performa 580-at. A költségek csökkentése érdekében IDE merevlemezzel és nem Sony CRT-vel kínálták.

## Performák PowerPC processzorral
Az Apple 1993 márciusában mutatta be az első PowerPC-s Power Macintosh modelleket, ezzel megkezdődött a Motoroláról PowerPC-re átállás. A 60 MHz-es Performa 6100 1994 végén jelent meg Multiple Scan 15 inches kijelzőjével és Apple Design billentyűzettel. A lenti idősávon      színnel jelöltük a 601-es processzorú két Performát.

### A Performa x200 modellek

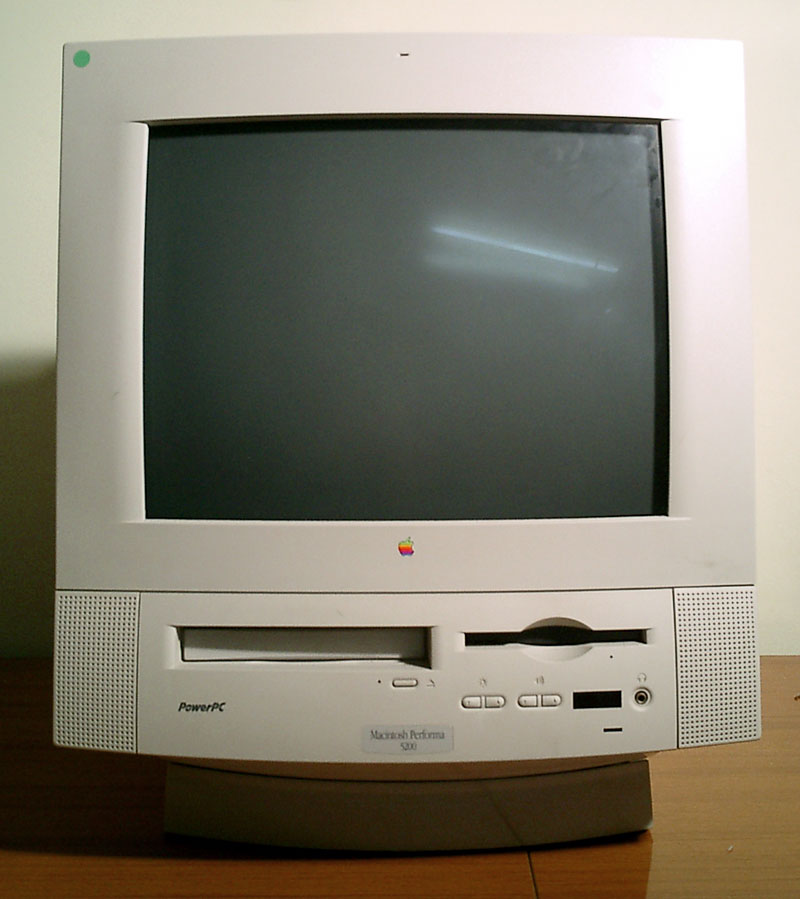
Macintosh Performa 5200

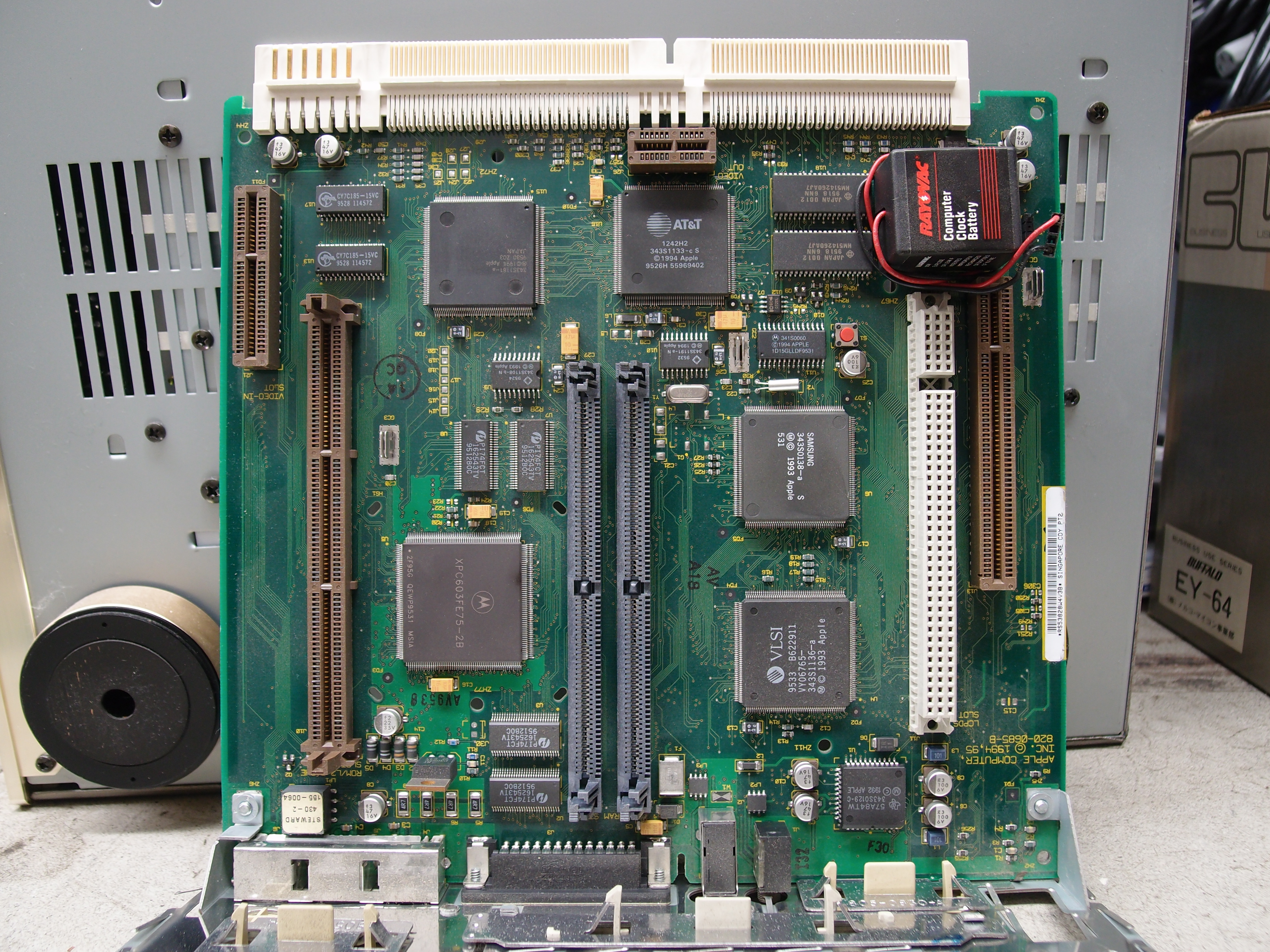
Apple Performa 6200/75 alaplapja

Az Apple nagyon ragaszkodott a meglévő tervekhez, ezért az 1995 májusában kiadott következő generációs PowerPC processzoros Performák – kezdve a Performa 6200-sal – a 630-as házát örökölték meg. A lenti idősávon      színnel jelöltük a 603-es processzorú két Performát. Ez elméletileg egyszerű volt, de az Apple mérnökeinek sokat kellett dolgozni, hogy a Motorola 68040-hez tervezett alaplapot alkalmassá tegyék a PowerPC 603 befogadására. Az Apple egy 64 bites buszhoz tervezett chipet helyezett egy 32 bites adatbuszra . Mivel a CPU memóriaciklusonként csak 32 bitnyi adathoz tudott hozzáférni, végül kétszer annyi ideig tartott az információ kiolvasása a memóriából.
Az alaplap architektúrája két részre osztotta a feladatokat, amelyek között a CPU volt az összekötő kapocs. Az alaplap egyik oldala kezelte a hálózatot, a hangot, az ADB-t és az SCSI-t. Az alaplap másik oldalán volt a rendszermemória, az IDE-vezérlő, a videoáramkör és az opcionális TV-tuner. Amíg mindent az alaplap „jobb” oldalán kezeltek, nem volt probléma – és legtöbbször ez történt, mivel a merevlemez, a rendszermemória és a videó mind a jobb oldalon volt. A probléma a „bal” oldal használatakor jelentkezett, mint CD-ROM (SCSI-eszköz) elérése, beépített modem használata, vagy a kommunikációs bővítőhelyen levő Ethernet-kártya használata. Mivel nem volt közvetlen memóriaelérés a bal és a jobb oldal között, minden adatot a CPU-nak kellett átvinnie a két oldal között.
A sztereó hangszórós, 15 inches Multiple Scan kijelzővel egybeépített Performa 5200 alaplapját használta az 5260, 5300, 6260, 6290, 6300, 6310 és a 6320.

### Az utolsó generáció
Az Apple végül 1996 áprilisában, a Performa 5400 bevezetésével orvosolta az x200 tervezési problémáit. Ahelyett, hogy egy Quadra alaplapra rakta volna az új PowerPC processzort, az alaplapot az alapoktól kezdve újratervezte a PowerPC 603e CPU-hoz és PCI bővítéshez. Októberben csatlakozott hozzá a Performa 6360 és 6400. A 6400 volt az egyetlen torony Performa, és ez volt az egyetlen Performa, amely két PCI bővítőhelyet kínált.
Amikor 1997 februárjában ezeket a modelleket az 5500 és 6500 váltották fel, a Performa név eltűnt, ezek már Power Macintosh-ok voltak.

## Macintosh Performa táblázat
A táblázat nem tartalmazza az összes műszaki paramétert. Az egyes modelleknél a bemutatáskor érvényes adatokat soroljuk fel, a későbbi frissítéseket nem.
| Gép nevebemutatva kivezetve                               | Alapul vett Macintosh   | Processzor és @órajel, L1 és L2 cache2. processzorFPU              | Merevlemezfloppy-drájvCD (sebesség)  | Eredeti operációs rendszerROM | Memóriabővíthetőségbővítőhelybővítő méretek          | Videó memóriamin-max. felbontás            | Csatlakozók                                                             | Bővíthetőség                      |
| --------------------------------------------------------- | ----------------------- | ------------------------------------------------------------------ | ------------------------------------ | ----------------------------- | ---------------------------------------------------- | ------------------------------------------ | ----------------------------------------------------------------------- | --------------------------------- |
| Performa 2001992. 9. 14. 1993. 10. 18.egyéb               | Macintosh Classic       | 68030 @16MHz L1:0.5KB                                              | 40-80MB HDD, SCSI1.44MB FDD          | 7.0.1P ROM: 512K              | alaplap: 2 MB2 MB - 10 MB2 slot1, 2, 4 MB            | VRAM: nincs512x384 @1 1280x1024            | * ADB: 1 * SCSI: DB-25                                                  | * nincs                           |
| Performa 2501993. 2. 1. 1994. 5. 1.egyéb                  | Macintosh Color Classic | 68030 @16MHz L1:0.5KBopc. 68882                                    | 40-160MB HDD, SCSI1.44MB FDD         | 7.1 ROM: 1MB                  | alaplap: 4 MB4 MB - 10 MB2 slot1, 2, 4 MB            | VRAM: 256K, 512K VRAM512x384 @8 1280x1024  | * ADB: 2 * SCSI: DB-25                                                  | * 1 LC PDS                        |
| Performa 2751993. 10. 1. 1995. 1. 11.egyéb                | Macintosh Color Classic | 68030 @33MHz L1:0.5KBopc. 68882                                    | 80-160MB HDD, SCSI1.44MB FDD         | J-7.1 ROM: 1MB                | alaplap: 4 MB4 MB - 36 MB1 slot1, 2, 4, 8, 16, 32 MB | VRAM: 256K, 512K VRAM512x384 @8 1280x1024  | * ADB: 2 * SCSI: DB-25                                                  | * 1 LC PDS                        |
| Performa 4001992. 9. 14. 1993. 10. 18.egyéb               | Macintosh LC            | 68030 @16MHz L1:0.5KB                                              | 80-120MB HDD, SCSI1.44MB FDD         | 7.0.1P ROM: 512K              | alaplap: 4 MB4 MB - 10 MB2 slot1, 2, 4 MB            | VRAM: 256K, 512K VRAM512x384 @8 1280x1024  | * ADB: 1 * Video: DB-15 * SCSI: DB-25                                   | * 1 LC PDS                        |
| Performa 4051993. 4. 12. 1993. 11. 1.egyéb                | Macintosh LC            | 68030 @16MHz L1:0.5KB                                              | 80-120MB HDD, SCSI1.44MB FDD         | 7.0.1P ROM: 512K              | alaplap: 4 MB4 MB - 10 MB2 slot1, 2, 4 MB            | VRAM: 256K, 512K VRAM512x384 @8 1280x1024  | * ADB: 1 * Video: DB-15 * SCSI: DB-25                                   | * 1 LC PDS                        |
| Performa 4101993. 10. 18. 1993. 11. 1.egyéb               | Macintosh LC            | 68030 @16MHz L1:0.5KB                                              | 80-120MB HDD, SCSI1.44MB FDD         | 7.1P3 ROM: 512K               | alaplap: 4 MB4 MB - 10 MB2 slot1, 2, 4 MB            | VRAM: 256K, 512K VRAM512x384 @8 1280x1024  | * ADB: 1 * Video: DB-15 * SCSI: DB-25                                   | * 1 LC PDS                        |
| Performa 4301993. 4. 12. 1993. 11. 1.egyéb                | Macintosh LC            | 68030 @16MHz L1:0.5KB                                              | 80-120MB HDD, SCSI1.44MB FDD         | 7.1P2 ROM: 512K               | alaplap: 4 MB4 MB - 10 MB2 slot1, 2, 4 MB            | VRAM: 256K, 512K VRAM512x384 @8 1280x1024  | * ADB: 1 * Video: DB-15 * SCSI: DB-25                                   | * 1 LC PDS                        |
| Performa 4501993. 4. 12. 1993. 11. 1.egyéb                | Macintosh LC            | 68030 @25MHz L1:0.5KBopc. 68882                                    | 120MB HDD, SCSI1.44MB FDD            | 7.1P2 ROM: 1MB                | alaplap: 4 MB4 MB - 36 MB1 slot1, 2, 4, 8, 16, 32 MB | VRAM: 512K, 768K VRAM512x384 @16 1280x1024 | * ADB: 1 * Video: DB-15 * SCSI: DB-25                                   | * 1 LC III PDS                    |
| Performa 4601993. 10. 18. 1993. 11. 1.egyéb               | Macintosh LC            | 68030 @33MHz L1:0.5KBopc. 68882                                    | 80-160MB HDD, SCSI1.44MB FDD         | 7.1P3 ROM: 1MB                | alaplap: 4 MB4 MB - 36 MB1 slot1, 2, 4, 8, 16, 32 MB | VRAM: 512K, 768K VRAM512x384 @16 1280x1024 | * ADB: 1 * Video: DB-15 * SCSI: DB-25                                   | * 1 LC III PDS                    |
| Performa 4661993. 10. 18. 1993. 11. 1.egyéb               | Macintosh LC            | 68030 @33MHz L1:0.5KBopc. 68882                                    | 80-160MB HDD, SCSI1.44MB FDD         | 7.1P3 ROM: 1MB                | alaplap: 4 MB4 MB - 36 MB1 slot1, 2, 4, 8, 16, 32 MB | VRAM: 512K, 768K VRAM512x384 @16 1280x1024 | * ADB: 1 * Video: DB-15 * SCSI: DB-25                                   | * 1 LC III PDS                    |
| Performa 4671993. 10. 18. 1993. 11. 1.egyéb               | Macintosh LC            | 68030 @33MHz L1:0.5KBopc. 68882                                    | 80-160MB HDD, SCSI1.44MB FDD         | 7.1P3 ROM: 1MB                | alaplap: 4 MB4 MB - 36 MB1 slot1, 2, 4, 8, 16, 32 MB | VRAM: 512K, 768K VRAM512x384 @16 1280x1024 | * ADB: 1 * Video: DB-15 * SCSI: DB-25                                   | * 1 LC III PDS                    |
| Performa 4751993. 10. 18. 1996. 4. 1.                     | Macintosh LC            | 68LC040 @50MHz L1:8KB                                              | 160-230MB HDD, SCSI1.44MB FDD        | 7.1P3 ROM: 1MB                | alaplap: 4 MB4 MB - 36 MB1 slot1, 2, 4, 8, 16, 32 MB | VRAM: 512K, 1MB VRAM512x384 @16 1280x1024  | * ADB: 1 * Video: DB-15 * SCSI: DB-25                                   | * 1 LC PDS                        |
| Performa 4761993. 10. 18. 1996. 4. 1.                     | Macintosh LC            | 68LC040 @50MHz L1:8KB                                              | 160-230MB HDD, SCSI1.44MB FDD        | 7.1P3 ROM: 1MB                | alaplap: 4 MB4 MB - 36 MB1 slot1, 2, 4, 8, 16, 32 MB | VRAM: 512K, 1MB VRAM512x384 @16 1280x1024  | * ADB: 1 * Video: DB-15 * SCSI: DB-25                                   | * 1 LC PDS                        |
| Performa 5201993. 6. 28. 1994. 2. 2.egyéb                 | Macintosh LC 520        | 68030 @25MHz L1:0.5KBopc. 68882                                    | 80-160MB HDD, SCSI1.44MB FDD2xCD     | J-7.1 ROM: 1MB                | alaplap: 4 MB4 MB - 36 MB1 slot1, 2, 4, 8, 16, 32 MB | VRAM: 512K, 768K VRAM512x384 1280x1024     | * ADB: 2 * SCSI: DB-25                                                  | * 1 LC PDS                        |
| Performa 5501993. 10. 18. 1995. 3. 23.                    | Macintosh LC 520        | 68030 @33MHz L1:0.5KBopc. 68882                                    | 160MB HDD, SCSI1.44MB FDD2xCD        | 7.1P3 ROM: 1MB                | alaplap: 4 MB4 MB - 36 MB1 slot1, 2, 4, 8, 16, 32 MB | VRAM: 512K, 768K VRAM512x384 1280x1024     | * ADB: 2 * SCSI: DB-25                                                  | * 1 LC PDS                        |
| Performa 5601994. 1. 1. 1996. 4. 1.                       | Macintosh LC 520        | 68030 @33MHz L1:0.5KBopc. 68882                                    | 160MB HDD, SCSI1.44MB FDD2xCD        | 7.1P5 ROM: 1MB                | alaplap: 4 MB4 MB - 36 MB1 slot1, 2, 4, 8, 16, 32 MB | VRAM: 512K, 768K VRAM512x384 1280x1024     | * ADB: 2 * SCSI: DB-25                                                  | * 1 LC PDS                        |
| Performa 5751994. 2. 1. 1996. 4. 1.                       | Macintosh LC 520        | 68LC040 @66MHz L1:8KB                                              | 250MB HDD, SCSI1.44MB FDD2xCD        | 7.1P6 ROM: 1MB                | alaplap: 4 MB5 MB - 36 MB1 slot1, 2, 4, 8, 16, 32MB  | VRAM: 512K, 1MB VRAM512x384 1280x1024      | * ADB: 1 * SCSI: DB-25                                                  | * 1 LC PDS * comm. slot           |
| Performa 5771994. 2. 1. 1996. 4. 1.                       | Macintosh LC 520        | 68LC040 @66MHz L1:8KB                                              | 250MB HDD, SCSI1.44MB FDD2xCD        | 7.1P6 ROM: 1MB                | alaplap: 4 MB5 MB - 36 MB1 slot1, 2, 4, 8, 16, 32MB  | VRAM: 512K, 1MB VRAM512x384 1280x1024      | * ADB: 1 * SCSI: DB-25                                                  | * 1 LC PDS * comm. slot           |
| Performa 580CD1995. 5. 1. 1996. 5. 1.egyéb                | Macintosh LC 520        | 68LC040 @66MHz L1:8KB                                              | 500MB HDD, IDE1.44MB FDD2xCD         | 7.5 ROM: 1MB                  | alaplap: 4 MB8 MB - 52 MB2 slot1, 2, 4, 8, 16, 32 MB | VRAM: 1MB DRAM512x384 1280x1024            | * ADB: 1 * Video: opc. DB-15 * SCSI: DB-25                              | * LC * comm. * video in/out       |
| Performa 588CD1995. 4. 13. 1996. 5. 1.egyéb               | Macintosh LC 520        | 68LC040 @66MHz L1:8KB                                              | 500MB HDD, IDE1.44MB FDD2xCD         | J-7.5 ROM: 1MB                | alaplap: 4 MB8 MB - 52 MB2 slot1, 2, 4, 8, 16, 32 MB | VRAM: 1MB DRAM512x384 1280x1024            | * ADB: 1 * Video: opc. DB-15 * SCSI: DB-25                              | * LC * comm. * video in/out       |
| Performa 600 and 600CD1992. 9. 14. 1993. 10. 18.          | Macintosh IIvx          | 68030 @32MHz L1:0.5KBopc. 68882                                    | 160MB HDD, SCSI1.44MB FDD2xCD        | 7.1P ROM: 1MB                 | alaplap: 4 MB4 MB - 68 MB4 slot256 K, 1, 2, 4, 16 MB | VRAM: 512K, 1MB VRAM512x384 @16 1280x1024  | * ADB: 2 * Video: DB-15 * SCSI: DB-25                                   | * 3 NuBus * 1 PDS                 |
| Performa 630 and 630CD1994. 7. 1. 1995. 7. 1.egyéb        | Macintosh Quadra 630    | 68LC040 @66MHz L1:8KB                                              | 250MB HDD, IDE1.44MB FDD2xCD         | 7.1.2P ROM: 1MB               | alaplap: 4 MB4 MB - 36 MB1 slot1, 2, 4, 8, 16, 32 MB | VRAM: 1MB DRAM512x384 @16 1280x1024        | * ADB: 1 * Video: DB-15 * SCSI: DB-25                                   | * LC * comm. * TV * video in      |
| Performa 630CD DOS Compatible1995. 5. 1. 1995. 7. 1.egyéb | Macintosh Quadra 630    | 68LC040 @66MHz L1:8KB486DX2, 66 MHz                                | 500MB HDD, IDE1.44MB FDD2xCD         | 7.5.1 ROM: 1MB                | alaplap: 4 MB8 MB - 52 MB2 slot1, 2, 4, 8, 16, 32 MB | VRAM: 1MB DRAM512x384 @16 1280x1024        | * ADB: 1 * Video: DB-15 * SCSI: DB-25                                   | * Comm. * TV * video in           |
| Performa 631CD1995. 7. 17. 1995. 7. 1.egyéb               | Macintosh Quadra 630    | 68LC040 @66MHz L1:8KB                                              | 500MB HDD, IDE1.44MB FDD2xCD         | 7.5.1 ROM: 1MB                | alaplap: 4 MB8 MB - 52 MB2 slot1, 2, 4, 8, 16, 32 MB | VRAM: 1MB DRAM512x384 @16 1280x1024        | * ADB: 1 * Video: DB-15 * SCSI: DB-25                                   | * LC * comm. * TV * video in      |
| Performa 635CD1994. 7. 1. 1995. 7. 1.                     | Macintosh Quadra 630    | 68LC040 @66MHz L1:8KB                                              | 250MB HDD, IDE1.44MB FDD2xCD         | 7.1.2P ROM: 1MB               | alaplap: 4 MB5 MB - 36 MB1 slot1, 2, 4, 8, 16, 32 MB | VRAM: 1MB DRAM512x384 @16 1280x1024        | * ADB: 1 * Video: DB-15 * SCSI: DB-25                                   | * LC * comm. * TV * video in      |
| Performa 636 and 636CD1994. 7. 1. 1995. 7. 1.             | Macintosh Quadra 630    | 68LC040 @66MHz L1:8KB                                              | 250MB HDD, IDE1.44MB FDD2xCD         | 7.1.2P ROM: 1MB               | alaplap: 4 MB4 MB - 36 MB1 slot1, 2, 4, 8, 16, 32 MB | VRAM: 1MB DRAM512x384 @16 1280x1024        | * ADB: 1 * Video: DB-15 * SCSI: DB-25                                   | * LC * comm. * TV * video in      |
| Performa 637CD1994. 7. 1. 1995. 7. 1.                     | Macintosh Quadra 630    | 68LC040 @66MHz L1:8KB                                              | 350MB HDD, IDE1.44MB FDD2xCD         | 7.1.2P ROM: 1MB               | alaplap: 4 MB8 MB - 36 MB1 slot1, 2, 4, 8, 16, 32 MB | VRAM: 1MB DRAM512x384 @16 1280x1024        | * ADB: 1 * Video: DB-15 * SCSI: DB-25                                   | * LC * comm. * TV * video in      |
| Performa 638CD1994. 7. 1. 1995. 7. 1.                     | Macintosh Quadra 630    | 68LC040 @66MHz L1:8KB                                              | 350MB HDD, IDE1.44MB FDD2xCD         | 7.1.2P ROM: 1MB               | alaplap: 4 MB8 MB - 36 MB1 slot1, 2, 4, 8, 16, 32 MB | VRAM: 1MB DRAM512x384 @16 1280x1024        | * ADB: 1 * Video: DB-15 * SCSI: DB-25                                   | * LC * comm. * TV * video in      |
| Performa 640CD DOS Compatible1995. 5. 1. 1996. 2. 1.egyéb | Macintosh Quadra 630    | 68LC040 @66MHz L1:8KB486DX2, 66 MHz                                | 500MB HDD, IDE1.44MB FDD2xCD         | 7.5.1 ROM: 1MB                | alaplap: 4 MB8 MB - 52 MB2 slot1, 2, 4, 8, 16, 32 MB | VRAM: 1MB DRAM512x384 @16 1280x1024        | * ADB: 1 * Video: DB-15 * SCSI: DB-25                                   | * Comm. * TV * video in           |
| Performa 5200CD1995. 5. 1. 1996. 2. 1.egyéb               | Power Macintosh 5200    | 603 @75MHz L1:16KB, L2:256Kintegrálva                              | 500MB-1GB HDD, IDE1.44MB FDD2x, 4xCD | 7.5.1 ROM: 4MB                | alaplap: nincs8 MB - 64 MB2 slot4, 8, 16, 32 MB      | VRAM: 1MB DRAM512x384 1280x1024            | * ADB: 1 * Video: opc. DB-15 * SCSI: DB-25                              | * LC * comm. * TV * video in/out  |
| Performa 5210CD1995. 5. 1. 1995. 7. 1.egyéb               | Power Macintosh 5200    | 603 @75MHz L1:16KB, L2:256Kintegrálva                              | 500MB HDD, IDE1.44MB FDD4xCD         | J-7.5.1 ROM: 4MB              | alaplap: nincs8 MB - 64 MB2 slot4, 8, 16, 32 MB      | VRAM: 1MB DRAM512x384 1280x1024            | * ADB: 1 * Video: opc. DB-15 * SCSI: DB-25                              | * LC * comm. * TV * video in/out  |
| Performa 5215CD1995. 7. 17. 1995. 7. 1.egyéb              | Power Macintosh 5200    | 603 @75MHz L1:16KB, L2:256Kintegrálva                              | 1GB HDD, IDE1.44MB FDD4xCD           | 7.5.1 ROM: 4MB                | alaplap: nincs8 MB - 64 MB2 slot4, 8, 16, 32 MB      | VRAM: 1MB DRAM512x384 1280x1024            | * ADB: 1 * Video: opc. DB-15 * SCSI: DB-25                              | * LC * comm. * TV * video in/out  |
| Performa 5220CD1995. 5. 1. 1995. 7. 1.egyéb               | Power Macintosh 5200    | 603 @75MHz L1:16KB, L2:256Kintegrálva                              | 500MB HDD, IDE1.44MB FDD4xCD         | J-7.5.1 ROM: 4MB              | alaplap: nincs8 MB - 64 MB2 slot4, 8, 16, 32 MB      | VRAM: 1MB DRAM512x384 1280x1024            | * ADB: 1 * Video: opc. DB-15 * SCSI: DB-25                              | * LC * comm. * TV * video in/out  |
| Performa 5260CD1996. 4. 15. 1997. 2. 1.                   | Power Macintosh 5200    | 603e @100MHz L1:32KB, L2:opt'l.integrálva                          | 800MB HDD, IDE1.44MB FDD4xCD         | 7.5.3 ROM: 4MB                | alaplap: nincs8 MB - 64 MB2 slot4, 8, 16, 32 MB      | VRAM: 1MB DRAM512x384 1280x1024            | * ADB: 1 * Video: opc. DB-15 * SCSI: DB-25                              | * LC * comm * TV * video in/out   |
| Performa 5260/1201996. 10. 1. 1997. 2. 1.                 | Power Macintosh 5200    | 603e @120MHz L1:32KB, L2:opt'l.integrálva                          | 1.2GB HDD, IDE1.44MB FDD8xCD         | 7.5.3 ROM: 4MB                | alaplap: nincs16 MB - 64 MB2 slot4, 8, 16, 32 MB     | VRAM: 1MB DRAM512x384 1280x1024            | * ADB: 1 * Video: opc. DB-15 * SCSI: DB-25                              | * LC * comm * TV * video in/out   |
| Performa 52801996. 11. 12. 1997. 2. 1.egyéb               | Power Macintosh 5200    | 603e @120MHz L1:32KB, L2:opt'l.integrálva                          | 1.2GB HDD, IDE1.44MB FDD8xCD         | 7.5.3 ROM: 4MB                | alaplap: nincs16 MB - 64 MB2 slot4, 8, 16, 32 MB     | VRAM: 1MB DRAM512x384 1280x1024            | * ADB: 1 * Video: opc. DB-15 * SCSI: DB-25                              | * LC * comm * TV * video in/out   |
| Performa 5300CD1995. 10. 17. 1996. 5. 1.egyéb             | Power Macintosh 5200    | 603e @100MHz L1:32KB, L2:256Kintegrálva                            | 1.2GB HDD, IDE1.44MB FDD4xCD         | 7.5.1 ROM: 4MB                | alaplap: nincs16 MB - 64 MB2 slot4, 8, 16, 32 MB     | VRAM: 1MB DRAM512x384 1280x1024            | * ADB: 1 * Video: opc. DB-15 * SCSI: DB-25                              | * LC * comm. * TV * video in/out  |
| Performa 5320CD1995. 10. 17. 1996. 8. 1.egyéb             | Power Macintosh 5200    | 603e @100MHz L1:32KB, L2:256Kintegrálva                            | 1.2GB HDD, IDE1.44MB FDD4xCD         | 7.5.1 ROM: 4MB                | alaplap: nincs16 MB - 64 MB2 slot4, 8, 16, 32 MB     | VRAM: 1MB DRAM512x384 1280x1024            | * ADB: 1 * Video: opc. DB-15 * SCSI: DB-25                              | * LC * comm. * TV * video in/out  |
| Performa 5400CD1995. 10. 17. 1997. 2. 1.egyéb             | Power Macintosh 5200    | 603e @100MHz L1:32KB, L2:256Kintegrálva                            | 1.2GB HDD, IDE1.44MB FDD4xCD         | 7.5.1 ROM: 4MB                | alaplap: nincs16 MB - 64 MB2 slot4, 8, 16, 32 MB     | VRAM: 1MB DRAM512x384 1280x1024            | * ADB: 1 * Video: opc. DB-15 * SCSI: DB-25                              | * LC * comm. * TV * video in/out  |
| Performa 5400/1601996. 8. 5. 1997. 12. 1.egyéb            | Power Macintosh 5200    | 603e @160MHz L1:32KB, L2:opt'l.opc. PC Compatbility Cardintegrálva | 1.6GB HDD, IDE1.44MB FDD8xCD         | 7.5.3 ROM: 4MB                | alaplap: 8 MB16 MB - 136 MB2 slot8, 16, 32, 64 MB    | VRAM: 1MB DRAM512x384 1280x1024            | * ADB: 1 * Video: DB-15 * SCSI: DB-25 * Geoport: 2                      | * PCI * comm * TV * video in/out  |
| Performa 5400/1801996. 8. 5. 1997. 6. 1.egyéb             | Power Macintosh 5200    | 603e @180MHz L1:32KB, L2:opt'l.opc. PC Compatbility Cardintegrálva | 1.6GB HDD, IDE1.44MB FDD8xCD         | 7.5.3 ROM: 4MB                | alaplap: 8 MB16 MB - 136 MB2 slot8, 16, 32, 64 MB    | VRAM: 1MB DRAM512x384 1280x1024            | * ADB: 1 * Video: DB-15 * SCSI: DB-25 * Geoport: 2                      | * PCI * comm * TV * video in/out  |
| Performa 5410CD1996. 8. 5. 1997. 2. 1.egyéb               | Power Macintosh 5200    | 603e @180MHz L1:32KB, L2:opt'l.opc. PC Compatbility Cardintegrálva | 1.6GB HDD, IDE1.44MB FDD8xCD         | 7.5.3 ROM: 4MB                | alaplap: 8 MB16 MB - 136 MB2 slot8, 16, 32, 64 MB    | VRAM: 1MB DRAM512x384 1280x1024            | * ADB: 1 * Video: DB-15 * SCSI: DB-25 * Geoport: 2                      | * PCI * comm * TV * video in/out  |
| Performa 54301996. 11. 12. 1997. 12. 1.egyéb              | Power Macintosh 5200    | 603e @160MHz L1:32KB, L2:opt'l.opc. PC Compatbility Cardintegrálva | 1.6GB HDD, IDE1.44MB FDD8xCD         | 7.5.3 ROM: 4MB                | alaplap: 8 MB16 MB - 136 MB2 slot8, 16, 32, 64 MB    | VRAM: 1MB DRAM512x384 1280x1024            | * ADB: 1 * Video: DB-15 * SCSI: DB-25 * Geoport: 2                      | * PCI * comm * TV * video in/out  |
| Performa 54401996. 11. 12. 1997. 9. 1.egyéb               | Power Macintosh 5200    | 603e @180MHz L1:32KB, L2:opt'l.opc. PC Compatbility Cardintegrálva | 1.6GB HDD, IDE1.44MB FDD8xCD         | 7.5.3 ROM: 4MB                | alaplap: 8 MB16 MB - 136 MB2 slot8, 16, 32, 64 MB    | VRAM: 1MB DRAM512x384 1280x1024            | * ADB: 1 * Video: DB-15 * SCSI: DB-25 * Geoport: 2                      | * PCI * comm * TV * video in/out  |
| Performa 6110CD1994. 11. 1. 1995. 7. 1.                   | Macintosh Centris 610   | 601 @60MHz L1:32KB, L2:opt'l.opc. Intel 486DX2-66integrálva        | 250MB HDD, SCSI1.44MB FDD2xCD        | 7.5 ROM: 4MB                  | alaplap: 8 MB8 MB - 72 MB2 slot4, 8, 16, 32 MB       | VRAM: DRAM (HDI-45)512x384 @16 1280x1024   | * ADB: 1 * Video: HDI-45 * SCSI: DB-25 * Geoport: 2 * Ethernet: AAUI-15 | * egy NuBus vagy PDS              |
| Performa 6112CD1994. 11. 1. 1995. 7. 1.                   | Macintosh Centris 610   | 601 @60MHz L1:32KB, L2:opt'l.opc. Intel 486DX2-66integrálva        | 250MB HDD, SCSI1.44MB FDD2xCD        | 7.5 ROM: 4MB                  | alaplap: 8 MB8 MB - 72 MB2 slot4, 8, 16, 32 MB       | VRAM: DRAM (HDI-45)512x384 @16 1280x1024   | * ADB: 1 * Video: HDI-45 * SCSI: DB-25 * Geoport: 2 * Ethernet: AAUI-15 | * egy NuBus vagy PDS              |
| Performa 6115CD1994. 11. 1. 1995. 7. 1.                   | Macintosh Centris 610   | 601 @60MHz L1:32KB, L2:opt'l.opc. Intel 486DX2-66integrálva        | 350MB HDD, SCSI1.44MB FDD2xCD        | 7.5 ROM: 4MB                  | alaplap: 8 MB8 MB - 72 MB2 slot4, 8, 16, 32 MB       | VRAM: DRAM (HDI-45)512x384 @16 1280x1024   | * ADB: 1 * Video: HDI-45 * SCSI: DB-25 * Geoport: 2 * Ethernet: AAUI-15 | * egy NuBus vagy PDS              |
| Performa 6116CD1995. 7. 17. 1996. 4. 1.                   | Macintosh Centris 610   | 601 @60MHz L1:32KB, L2:opt'l.opc. Intel 486DX2-66integrálva        | 700MB HDD, SCSI1.44MB FDD2xCD        | 7.5.1 ROM: 4MB                | alaplap: 8 MB8 MB - 72 MB2 slot4, 8, 16, 32 MB       | VRAM: DRAM (HDI-45)512x384 @16 1280x1024   | * ADB: 1 * Video: HDI-45 * SCSI: DB-25 * Geoport: 2 * Ethernet: AAUI-15 | * egy NuBus vagy PDS              |
| Performa 6116CD * * * 1994. 11. 1. 1995. 7. 1.            | Macintosh Centris 610   | 601 @60MHz L1:32KB, L2:opt'l.opc. Intel 486DX2-66integrálva        | 350MB HDD, SCSI1.44MB FDD2xCD        | 7.5 ROM: 4MB                  | alaplap: 8 MB8 MB - 72 MB2 slot4, 8, 16, 32 MB       | VRAM: ???512x384 @16 1280x1024             | * ADB: 1 * Video: HDI-45 * SCSI: DB-25 * Geoport: 2 * Ethernet: AAUI-15 | * egy NuBus vagy PDS              |
| Performa 6118CD1994. 11. 1. 1995. 7. 1.                   | Macintosh Centris 610   | 601 @60MHz L1:32KB, L2:opt'l.opc. Intel 486DX2-66integrálva        | 500MB HDD, SCSI1.44MB FDD2xCD        | 7.5 ROM: 4MB                  | alaplap: 8 MB8 MB - 72 MB2 slot4, 8, 16, 32 MB       | VRAM: DRAM (HDI-45)512x384 @16 1280x1024   | * ADB: 1 * Video: HDI-45 * SCSI: DB-25 * Geoport: 2 * Ethernet: AAUI-15 | * egy NuBus vagy PDS              |
| Performa 6200CD1995. 5. 1. 1996. 4. 1.egyéb               | Macintosh Quadra 630    | 603 @75MHz L1:16KB, L2:256Kintegrálva                              | 1GB HDD, IDE1.44MB FDD4xCD           | 7.5.1 ROM: 4MB                | alaplap: nincs8 MB - 64 MB2 slot4, 8, 16, 32 MB      | VRAM: 1MB DRAM512x384 1280x1024            | * ADB: 1 * Video: DB-15 * SCSI: DB-25                                   | * LC * comm * TV * video in/out   |
| Performa 6205CD1995. 8. 28. 1996. 7. 1.egyéb              | Macintosh Quadra 630    | 603 @75MHz L1:16KB, L2:256Kintegrálva                              | 1GB HDD, IDE1.44MB FDD4xCD           | 7.5.1 ROM: 4MB                | alaplap: nincs8 MB - 64 MB2 slot4, 8, 16, 32 MB      | VRAM: 1MB DRAM512x384 1280x1024            | * ADB: 1 * Video: DB-15 * SCSI: DB-25                                   | * LC * comm * TV * video in/out   |
| Performa 6210CD1995. 10. 12. 1996. 7. 1.egyéb             | Macintosh Quadra 630    | 603 @75MHz L1:16KB, L2:256Kintegrálva                              | 500, 800MB HDD, IDE1.44MB FDD4xCD    | J-7.5.1 ROM: 4MB              | alaplap: nincs16 MB - 64 MB2 slot4, 8, 16, 32 MB     | VRAM: 1MB DRAM512x384 1280x1024            | * ADB: 1 * Video: DB-15 * SCSI: DB-25                                   | * LC * comm * TV * video in/out   |
| Performa 6214CD1995. 8. 28. 1996. 7. 1.egyéb              | Macintosh Quadra 630    | 603 @75MHz L1:16KB, L2:256Kintegrálva                              | 1GB HDD, IDE1.44MB FDD4xCD           | 7.5.1 ROM: 4MB                | alaplap: nincs8 MB - 64 MB2 slot4, 8, 16, 32 MB      | VRAM: 1MB DRAM512x384 1280x1024            | * ADB: 1 * Video: DB-15 * SCSI: DB-25                                   | * LC * comm * TV * video in/out   |
| Performa 6216CD1995. 7. 17. 1996. 4. 1.egyéb              | Macintosh Quadra 630    | 603 @75MHz L1:16KB, L2:256Kintegrálva                              | 1GB HDD, IDE1.44MB FDD4xCD           | 7.5.1 ROM: 4MB                | alaplap: nincs8 MB - 64 MB2 slot4, 8, 16, 32 MB      | VRAM: 1MB DRAM512x384 1280x1024            | * ADB: 1 * Video: DB-15 * SCSI: DB-25                                   | * LC * comm * TV * video in/out   |
| Performa 6218CD1995. 7. 17. 1996. 4. 1.egyéb              | Macintosh Quadra 630    | 603 @75MHz L1:16KB, L2:256Kintegrálva                              | 1GB HDD, IDE1.44MB FDD4xCD           | 7.5.1 ROM: 4MB                | alaplap: nincs16 MB - 64 MB2 slot4, 8, 16, 32 MB     | VRAM: 1MB DRAM512x384 1280x1024            | * ADB: 1 * Video: DB-15 * SCSI: DB-25                                   | * LC * comm * TV * video in/out   |
| Performa 6220CD1995. 7. 17. 1996. 4. 1.egyéb              | Macintosh Quadra 630    | 603 @75MHz L1:16KB, L2:256Kintegrálva                              | 1GB HDD, IDE1.44MB FDD4xCD           | 7.5.1 ROM: 4MB                | alaplap: nincs16 MB - 64 MB2 slot4, 8, 16, 32 MB     | VRAM: 1MB DRAM512x384 1280x1024            | * ADB: 1 * Video: DB-15 * SCSI: DB-25                                   | * LC * comm * TV * video in/out   |
| Performa 6230CD1995. 7. 17. 1996. 4. 1.egyéb              | Macintosh Quadra 630    | 603 @75MHz L1:16KB, L2:256Kintegrálva                              | 1GB HDD, IDE1.44MB FDD4xCD           | 7.5.1 ROM: 4MB                | alaplap: nincs16 MB - 64 MB2 slot4, 8, 16, 32 MB     | VRAM: 1MB DRAM512x384 1280x1024            | * ADB: 1 * Video: DB-15 * SCSI: DB-25                                   | * LC * comm * TV * video in/out   |
| Performa 6260CD1996. 6. 19. 1996. 12. 1.egyéb             | Macintosh Quadra 630    | 603e @100MHz L1:32KB, L2:256Kintegrálva                            | 800MB HDD, IDE1.44MB FDD4xCD         | J-7.5.1 ROM: 4MB              | alaplap: nincs8 MB - 64 MB2 slot4, 8, 16, 32 MB      | VRAM: 1MB DRAM512x384 1280x1024            | * ADB: 1 * Video: DB-15 * SCSI: DB-25                                   | * LC * comm * TV * video in/out   |
| Performa 6290CD1996. 1. 27. 1996. 8. 1.egyéb              | Macintosh Quadra 630    | 603e @100MHz L1:32KB, L2:256Kintegrálva                            | 1.2GB HDD, IDE1.44MB FDD4xCD         | 7.5.1 ROM: 4MB                | alaplap: nincs8 MB - 64 MB2 slot4, 8, 16, 32 MB      | VRAM: 1MB DRAM512x384 1280x1024            | * ADB: 1 * Video: DB-15 * SCSI: DB-25                                   | * LC * comm * TV * video in/out   |
| Performa 6300CD1995. 10. 16. 1996. 10. 1.egyéb            | Macintosh Quadra 630    | 603e @100MHz L1:32KB, L2:256Kintegrálva                            | 1.2GB HDD, IDE1.44MB FDD4xCD         | 7.5.1 ROM: 4MB                | alaplap: nincs16 MB - 64 MB2 slot4, 8, 16, 32 MB     | VRAM: 1MB DRAM512x384 1280x1024            | * ADB: 1 * Video: DB-15 * SCSI: DB-25                                   | * LC * comm * TV * video in/out   |
| Performa 6310CD1996. 2. 14. 1996. 10. 1.egyéb             | Macintosh Quadra 630    | 603e @100MHz L1:32KB, L2:256Kintegrálva                            | 1.2GB HDD, IDE1.44MB FDD4xCD         | 7.5.1 ROM: 4MB                | alaplap: nincs16 MB - 64 MB2 slot4, 8, 16, 32 MB     | VRAM: 1MB DRAM512x384 1280x1024            | * ADB: 1 * Video: DB-15 * SCSI: DB-25                                   | * LC * comm * TV * video in/out   |
| Performa 6320CD1996. 4. 22. 1996. 9. 1.egyéb              | Macintosh Quadra 630    | 603e @120MHz L1:32KB, L2:256Kintegrálva                            | 1.2GB HDD, IDE1.44MB FDD4xCD         | 7.5.1 ROM: 4MB                | alaplap: nincs16 MB - 64 MB2 slot4, 8, 16, 32 MB     | VRAM: 1MB DRAM512x384 1280x1024            | * ADB: 1 * Video: DB-15 * SCSI: DB-25                                   | * LC * comm * TV * video in/out   |
| Performa 63601996. 10. 1. 1997. 10. 1.egyéb               | Macintosh Quadra 630    | 603e @160MHz L1:32KB, L2:opt'l.opc. PC Compatbility Cardintegrálva | 1.2GB HDD, IDE1.44MB FDD8xCD         | 7.5.3 ROM: 4MB                | alaplap: 8 MB16 MB - 136 MB2 slot8, 16, 32, 64 MB    | VRAM: 1MB DRAM512x384 1280x1024            | * ADB: 1 * Video: DB-15 * SCSI: DB-25 * Geoport: 2                      | * PCI * comm * TV * video in/out  |
| Performa 6400/1801996. 8. 5. 1997. 8. 1.                  | Performa 6400           | 603e @180MHz L1:32KB, L2:opc.opc. PC Compatbility Cardintegrálva   | 1.6GB HDD, IDE1.44MB FDD8xCD         | 7.5.3 ROM: 4MB                | alaplap: 8 MB16MB - 136 MB2 slot8, 16, 32, 64 MB     | VRAM: 1MB DRAM512x384 1280x1024            | * ADB: 1 * Video: DB-15 * SCSI: DB-25 * Geoport: 2                      | * 2 PCI * Comm II * TV * video in |
| Performa 6400/2001996. 8. 5. 1997. 5. 1.egyéb             | Performa 6400           | 603e @200MHz L1:32KB, L2:256Kopc. PC Compatbility Cardintegrálva   | 2.4GB HDD, IDE1.44MB FDD8xCD         | 7.5.3 ROM: 4MB                | alaplap: 8 MB16 MB - 136 MB2 slot8, 16, 32, 64 MB    | VRAM: 1MB DRAM512x384 1280x1024            | * ADB: 1 * Video: DB-15 * SCSI: DB-25 * Geoport: 2                      | * 2 PCI * Comm II * TV * video in |
| Performa 64101996. 11. 12. 0. 0. 0.egyéb                  | Performa 6400           | 603e @180MHz L1:32KB, L2:opc.opc. PC Compatbility Cardintegrálva   | 1.6GB HDD, IDE1.44MB FDD8xCD         | 7.5.3 ROM: 4MB                | alaplap: 8 MB16 MB - 136 MB2 slot8, 16, 32, 64 MB    | VRAM: 1MB DRAM512x384 1280x1024            | * ADB: 1 * Video: DB-15 * SCSI: DB-25 * Geoport: 2                      | * 2 PCI * Comm II * TV * video in |
| Performa 64201996. 11. 12. 1997. 8. 1.egyéb               | Performa 6400           | 603e @200MHz L1:32KB, L2:256Kopc. PC Compatbility Cardintegrálva   | 2.4GB HDD, IDE1.44MB FDD8xCD         | 7.5.3 ROM: 4MB                | alaplap: 8 MB24 MB - 136 MB2 slot8, 16, 32, 64MB     | VRAM: 1MB DRAM512x384 1280x1024            | * ADB: 1 * Video: DB-15 * SCSI: DB-25 * Geoport: 2                      | * 2 PCI * Comm II * TV * video in |

## Macintosh Performa számítógépek az időben
| A Macintosh Performa számítógépek idővonalon |
| --- |
| A színek kezdete a bemutató időpontja, a forgalmazás több esetben is hónapokkal később kezdődött. Megeshet, hogy egy csík végét kitakarja egy másik csík eleje. Előfordul, hogy a gyártás befejezését követően még egy ideig forgalomban marad a gép adott verziója. |